# Вольное Запорожье
Вольное Запорожье (укр. Вільне Запоріжжя) — село в Новобугском районе Николаевской области Украины.
Основано в 1924 году. Население по переписи 2001 года составляло 699 человек. Почтовый индекс — 55650. Телефонный код — 5151. Занимает площадь 1,33 км².

## Адрес местного совета
55650, Николаевская обл., Новобугский р-н, с. Вольное Запорожье, ул. Москаленко